# Huang Sijing
Huang Sijing (黄思静S, Huáng SījìngP; Meizhou, 8 gennaio 1996) è una cestista cinese.

## Carriera
Con la Cina ha preso parte a due edizioni dei Giochi olmpici (Rio de Janeiro 2016, Tokyo 2020), due dei Campionati mondiali (2018, 2022) e tre dei Campionati asiatici (2015, 2017, 2021).